# Cmentarz żydowski w Stróżówce
Cmentarz żydowski w Stróżówce – w miejscowości Stróżówka w lesie Garbacz w powiecie gorlickim znajduje się masowy grób około 700 Żydów z Gorlic i Bobowej zamordowanych w dniu 14 sierpnia 1942 roku przez nazistów. Po wojnie miejsce egzekucji zostało otoczone murem i został ustawiony pomnik z napisem informującym o dokonanej zbrodni.